# Sans espoir de retour (roman)
Sans espoir de retour (Street of No Return) est un roman policier américain écrit par David Goodis publié en 1954.

## Résumé
Whitey, un crooner à succès, reçoit inlassablement des invitations de toutes les femmes qu'il se plaît à exploiter. Jusqu'à ce qu'il ait la malchance de tomber sur Celia. Dès lors, rien ne serait jamais plus pareil.

## Critique
Selon François Guérif dans le Dictionnaire des littératures policières « David Goodis dit un jour à Helen Scoot, l'amie de François Truffaut : « Je n'écris pas de romans policiers, mais des mélodrames où il y a de l'action ». Sans espoir de retour est un de ces mélos sublimes (au même titre que Tirez sur le pianiste, La Lune dans le caniveau ou Cassidy's Girl), hanté par un personnage déchu dont la descente aux enfers bouleverse le lecteur. Chez Goodis, le noir c'est déchirant ».

## Éditions françaises
- Gallimard, coll. « Série noire » no 288 (1956)
- Gallimard, coll. « La Poche noire » no 14 (1967)
- Gallimard, coll. « Carré noir » no 335 (1980)  (ISBN 2-07-043335-8)
- Gallimard, coll. « Folio » no 1850 (1987)  (ISBN 2-07-037850-0)
- H. Veyrier, coll. « Cinéma » (1989) (ISBN 2-85199-497-4) édité erroné (BNF 35076000)
- Le Grand livre du mois, coll. « Les trésors de la littérature » (1995)
- Gallimard, coll. « Série noire » no 288 (1995)  (ISBN 2-07-049548-5)
- Gallimard, coll. « Folio policier » no 37 (1999)  (ISBN 2-07-040792-6)

## Adaptation

### Au cinéma
- 1989 : Sans espoir de retour (Street of No Return), film américain réalisé par Samuel Fuller avec Keith Carradine, Valentina Vargas, Bill Duke et Andréa Ferréol

## Source
- Claude Mesplède, Dictionnaire des littératures policières, vol. 2 : J - Z, Nantes, Joseph K, coll. « Temps noir », 2007, 1086 p. (ISBN 978-2-910-68645-1, OCLC 315873361) (notice Sans espoir de retour).